# Kotelniki (métro de Moscou)
Kotelniki (en russe : Коте́льники et en anglais : Kotelniki) est une station de la ligne Tagansko-Krasnopresnenskaïa (ligne 7 mauve) du métro de Moscou, située sur le territoire de la ville de Kotelniki dans l'oblast de Moscou.

## Situation sur le réseau
Établie en souterrain, à 15 mètres sous le niveau du sol, la station terminus Kotelniki est située au point 214+48 de la ligne Tagansko-Krasnopresnenskaïa (ligne 7 mauve), après la station Joulebino (en direction de Planernaïa).